# Vereinigung der kommunalen Arbeitgeberverbände
Die Vereinigung der kommunalen Arbeitgeberverbände (VKA) ist der tarifpolitische Dachverband der kommunalen Verwaltungen und Betriebe in Deutschland, die in den Kommunaler Arbeitgeberverband (KAV) genannten Landesverbänden gegliedert sind. Als Tarifvertragspartei regelt die VKA die Arbeitsbedingungen für die kommunalen Beschäftigten und schließt Tarifverträge mit den zuständigen Gewerkschaften des öffentlichen Dienstes ab. Sie vertritt die tarif- und arbeitsrechtlichen Interessen von rund 10.000 kommunalen Arbeitgebern. Seit dem 1. August 2017 hat die VKA ihren Geschäftssitz in Berlin.

## Organisation
Mitglieder sind die 16 kommunalen Arbeitgeberverbände in den Bundesländern. Diesen sind die einzelnen kommunalen Arbeitgeber angeschlossen. Hierzu gehören Städte, Gemeinden und Landkreise, Krankenhäuser und Pflegeeinrichtungen, Sparkassen, Versorgungs- und Entsorgungsbetriebe, Nahverkehrsbetriebe und Flughäfen.
Präsidentin der VKA ist die Oberbürgermeisterin der Stadt Gelsenkirchen Karin Welge. Hauptgeschäftsführer ist Niklas Benrath.

## Tarifrunden
Die Tarifrunden für den öffentlichen Dienst von Bund und Kommunen führt die VKA gemeinsam mit dem Bund (vertreten durch das Bundesinnenministerium) sowie den Gewerkschaften ver.di und dbb tarifunion. Ergebnis sind jeweils Vereinbarungen zu Gehaltssteigerungen, Arbeitszeit und sonstigen Regelungen des Tarifvertrag für den öffentlichen Dienst. An den Tarifergebnissen für den öffentlichen Dienst orientieren sich auch private, kirchliche und freigemeinnützige Arbeitgeber.
Bis 2003 verhandelte auf Arbeitgeberseite auch die Tarifgemeinschaft deutscher Länder (TdL), in diesem Jahr verließ die TdL  Verhandlungsgemeinschaft der Arbeitgeber des öffentlichen Dienstes.

## Tarifverträge
Die VKA ist Tarifvertragspartei bei folgenden bedeutenden Tarifverträgen für den öffentlichen Dienst in Deutschland:
- Bundes-Angestelltentarifvertrag (BAT) vom 23. Februar 1961
- Bundesmanteltarifvertrag Gemeinden (BMT-G)
- Tarifvertrag Versorgungsbetriebe (TV-V) vom 5. Oktober 2000[5]
- Tarifvertrag für den öffentlichen Dienst (TVöD) vom 13. September 2005; zur besseren Übersicht und Lesbarkeit haben die Tarifvertragsparteien aus dem Allgemeinen Teil des TVöD und dem jeweiligen Besonderen Teil entsprechend der Prozessvereinbarung vom 9. Januar 2003 durchgeschriebene Fassungen für die sechs Dienstleistungsbereiche erstellt:
  - TVöD-V = für den Bereich Verwaltung im Bereich der VKA
  - TVöD-B = für den Dienstleistungsbereich Pflege- und Betreuungseinrichtungen im Bereich der VKA
  - TVöD-E = für den Dienstleistungsbereich Entsorgung im Bereich der VKA
  - TVöD-F = für den Dienstleistungsbereich Flughäfen im Bereich der VKA
  - TVöD-K = für den Dienstleistungsbereich Krankenhäuser im Bereich der VKA
  - TVöD-S = für den Dienstleistungsbereich Sparkassen im Bereich der VKA
- zusätzlich TVöD-SuE = für den Sozial- und Erziehungsdienst im Bereich der VKA mit Gültigkeit ab dem 1. November 2009
- Tarifvertrag für Auszubildende des öffentlichen Dienstes (TVAöD) vom 13. September 2005[6]
- Tarifvertrag zur Zukunftssicherung der Krankenhäuser (TV-ZuSi) vom 23. August 2005[7]
- Tarifvertrag für Ärzte an kommunalen Krankenhäusern (TV-Ärzte/VKA) vom 17. August 2006[8]